# Cabereopsis elongata
Cabereopsis elongata är en mossdjursart som beskrevs av Hasenbank 1932. Cabereopsis elongata ingår i släktet Cabereopsis och familjen Candidae. Inga underarter finns listade i Catalogue of Life.